# Джордж Стюарт, 8-й граф Галлоуэй
 Адмирал Джордж Стюарт, 8-й граф Галлоуэй (англ. George Stewart, 8th Earl of Galloway; 24 марта 1768 — 27 марта 1834) — британский аристократ, военно-морской командир и политик. Он носил титул учтивости — лорд Гарлис с 1773 по 1806 год.

## Биография
Второй сын Джона Стюарта, 7-го графа Галлоуэя (1736—1806), и Энн Дэшвуд (1743—1830), дочери сэра Джеймса Дэшвуда, 2-го баронета. Джордж посещал Вестминстерскую школу, прежде чем начать карьеру в Королевском флоте.
Гарлис поступил на флот в раннем возрасте, начав службу 13-летним мичманом под командованием своего дяди, коммодора Кейта Стюарта, в битве при Доггер-банке в августе 1781 года, а также во время Большой осады Гибралтара в 1782 году. В 1789 году он был произведен в лейтенанты и служил на фрегате « Aquilon» в Средиземном море. Он вернулся в Англию в начале 1790 года, когда был назначен командиром брандера «Vulcan». 30 апреля 1793 года он был произведен в капитаны, а вскоре после этого назначен на фрегат «Winchelsea», служил в Вест-Индии и был ранен, прикрывая высадку армии в Гвадалупе в апреле 1794 года, а затем был отправлен с отрядами войск, чтобы принять капитуляцию островов Мари-Галант и Ла-Дезирад.
В 1795 году он принял командование фрегатом «Lively» и вывез сэра Джона Джервиса из Англии, чтобы принять командование в Средиземном море. Командуя дивизионом из четырёх фрегатов и шлюпа, он вступил в бой с испанским линейным кораблем « San Francisco de Asís» 25 января 1797 года, в ходе которого был вынужден отступить. Он служил в этом районе до битвы при мысе Сан-Винсенте в феврале 1797 года. После битвы Lively доставил сэра Роберта Колдера с отчетом о победе, а также лорда Минто, вице-короля Корсики, и его свиту, которые находились на борту во время битвы, обратно в Англию.
Примерно в ноябре 1799 года виконт Гарлис ввел в строй фрегат «Hussar» и командовал им в проливе и на побережье Ирландии до начала 1801 года, совершив несколько захватов:
- 17 мая 1800 года Hussar, фрегат « Loire» и шхуна «Milbrook» отбили корабль «Princess Charlotte» и захватили французскую шхуну « La Francoise»[5] .
- 2 марта 1801 года Hussar захватил французскую шхуну «Le General Bessieres»[6].
- 12 апреля 1801 года Hussar отбил корабль «Джеймс» от Ливерпуля[7].

В начале 1801 года виконт Гарлис переехал на Bellerophon, чтобы служить в блокаде Бреста, оставаясь там до тех пор, пока Амьенский договор в начале 1802 года не принес недолгий период мира. После возобновления военных действий в мае 1803 года он командовал кораблем «Ajax», и заседал в Совете Адмиралтейства в период с мая 1805 и в феврале 1806 года. Джордж Стюарт дослужился до контр-адмирала (31 июля 1810), вице-адмирала (12 августа 1819) и адмирала (22 июля 1830 года).
Гарлис был членом Палаты общин Великобритании. Он был впервые избран в 1790 от избирательного округа Солтэш, где и служил до освобождения его место в пользу своего брата Уильяма в феврале 1795 года. Он вернулся в парламенте, когда был избран депутатом от Кокермута 22 июля 1805 года, а затем заседал от Хаслмира после 1806 выборах, но был вскоре вынужден бросить его место после смерти отца на 13 ноября, когда он стал граф Галлоуэй, и перешёл в Палату лордов.
Он служил в качестве лорда-лейтенанта Керкубришира от 26 декабря 1794 по 1807 год, а с 1820 по 1828 год, и лордом-лейтенантом Уигтауншира от 28 марта 1807 года до 1828 года . 30 мая 1814 года Джордж Стюарт был награждён Орденом Чертополоха. Он также служил в качестве вице-президента Совета по сельскому хозяйству в 1815 году.

## Семья
В апреле 1797 года он женился на леди Джейн Пэджет (1 сентября 1774 — 30 июня 1842), дочери Генри Пэджета, 1-го графа Аксбриджа, и Джейн Шампанье, сестре Генри Пэджета, 1-го маркиза Англси. У них было восемь детей:
- Леди Джейн Стюарт (1798—1844), супруг с 1819 года Джордж Спенсер-Черчилль, будущий 6-й герцог Мальборо (1793—1857).
- Леди Каролина Стюарт (1799—1857)
- Рэндольф Стюарт, 9-й граф Галлоуэй (16 сентября 1800 — 2 января 1873)
- Леди Луиза Стюарт (1804 — 5 марта 1889), муж — Уильям Данкомб, 2-й барон Февершем[англ.] (1798—1867).
- Достопочтенный Артур Стюарт (1805—1806)
- Достопочтенный Алан Стюарт (1807—1808)
- Леди Хелен Стюарт (1810—1813)
- Вице-адмирал достопочтенный Кейт Стюарт (3 января 1814 — 15 сентября 1879)[16], был женат на Мэри Фицрой, дочери Чарльза Огастаса Фицроя[англ.] (1767—1858). У них было десять детей.